# Olga Ulianova
Olga Viktorovna Ulianova ou Oulianova (en russe : Ольга Викторовна Ульянова), née le 23 février 1963 à Moscou alors capitale de l'Union soviétique, morte le 29 décembre 2016 à Santiago du Chili, est une historienne russe, naturalisée chilienne.
Elle est spécialiste de l'histoire contemporaine, de la guerre froide, de l'influence soviétique, du communisme chilien et des réseaux internationaux non étatiques.

## Biographie

### Jeunesse, formation, famille
Olga Viktorovna Ulianova naît en 1963 à Moscou.
Elle effectue des études supérieures d'histoire et obtient en 1985 une maîtrise ès arts en histoire à l'université d'État Lomonossov de Moscou, puis un doctorat avec mention en histoire universelle dans la même université, en 1988. Elle se consacre dès cette époque à l'étude de l'histoire sociale et politique du Chili. Elle travaille comme traductrice de certains dirigeants communistes chiliens en exil. Elle épouse un Chilien exilé, puis part avec lui en 1992 pour vivre au Chili. Ils ont une fille de nationalité chilienne et russe.

### Carrière
Olga Ulianova travaille surtout à l'université de Santiago et à l'Instituto de Estudios Avanzados, un institut de recherche dont devient plus tard la directrice, de 2010 à 2015. Elle est aussi directrice du programme de doctorat en études américaines à l'université de Santiago, ainsi que professeur invité dans plusieurs universités. Olga Ulianova est membre du Comité d'histoire de Fondecyt et évaluatrice au sein de la Comisión Nacional de Investigación Científica y Tecnológica (Conicyt). Elle est également membre du comité de rédaction de plusieurs revues scientifiques, au Chili et à l'étranger.
Elle se spécialise dans l'exploitation des informations en provenance des archives du Komintern, et de façon plus générale des archives de l'ex-URSS. Elle effectue des recherches sur les communistes chiliens, en particulier sur ceux qui ont développé des contacts avec le Komintern. Elle signe plusieurs publications avec d'autres spécialistes du communisme chilien, comme Rolando Álvarez Vallejos et Alfredo Riquelme. Elle est aussi commentatrice des affaires internationales à la télévision, à la radio et dans les journaux. Elle reçoit en 2016 la médaille de l'université de Santiago du Chili, des mains du recteur de l'université, Juan Manuel Zolezzi, en reconnaissance de son parcours académique,.

### Décès
Olga Ulianova meurt d'un cancer le 29 décembre 2016 dans une clinique de Santiago du Chili,.

## Principales publications
- (es) Olga Ulianova, Rusia: raíces históricas y dinámica de las reformas, Santiago, Éditorial de l'Université de Santiago, IDEA-USACH, 1994.
- (es) Olga Ulianova, « El exilio ruso blanco y su impacto en América Latina y in Chile », Revista de Historia, Université de Concepción,‎ 1997.
- (es) Olga Ulianova, « Primeros contactos entre en PC chilino y Komintern », Cuadernos de Historia, Université du Chili,‎ 1998.
- (es) Olga Ulianova, « Quelques aspects de l'aide financière du communisme soviétique au PC chilien pendant la Guerre Fría », Estudios Públicos, no 72,‎ printemps 1998.
- (es) Olga Ulianova, « Los primeros rusos en Chile: inicios de un proceso migratorio », Revista de Humanidades, Université nationale Andrés Bello, no 5,‎ 1999.
- (es) Olga Ulianova, Viajeros rusos au Chili, Santiago, DIBAM, 2000.
- (es) Olga Ulianova, Un Chejov desconocido, Santiago, Éditorial RIL, 2000.
- (es) Olga Ulianova, « Le cas de Manuel Hidalgo sur le PC chilien à partir des documents du Komintern », dans Jorge Rojas Flores et Manuel Loyola, Por un rojo amanecer. Hacia une historia de los comunistas chilinos, Santiago, 2000.
- (es) Olga Ulianova, « La Unidad Popular y el golpe militar en Chile: percepciones y análisis soviéticos », Estudios Públicos, no 79,‎ 2000.
- (es) Olga Ulianova et Alfredo Riquelme, Chili en los archivos soviéticos, t. 1, Chile y Komintern 1922-1931, Estudios y Documentos, Santiago, DIBAM-LOM-USACH, 2005.
- (es) Olga Ulianova et al., Políticas, redes y militancias. Chile y América Latina en el siglo XX, USACH-Ariadna, 2009.
- (es) Olga Ulianova et Alfredo Riquelme, Chili en los archivos soviéticos, t. 2, Chile y Komintern 1931-1935, Estudios y Documentos, DIBAM-LOM, 2009.